# Shanghai Express (roman)

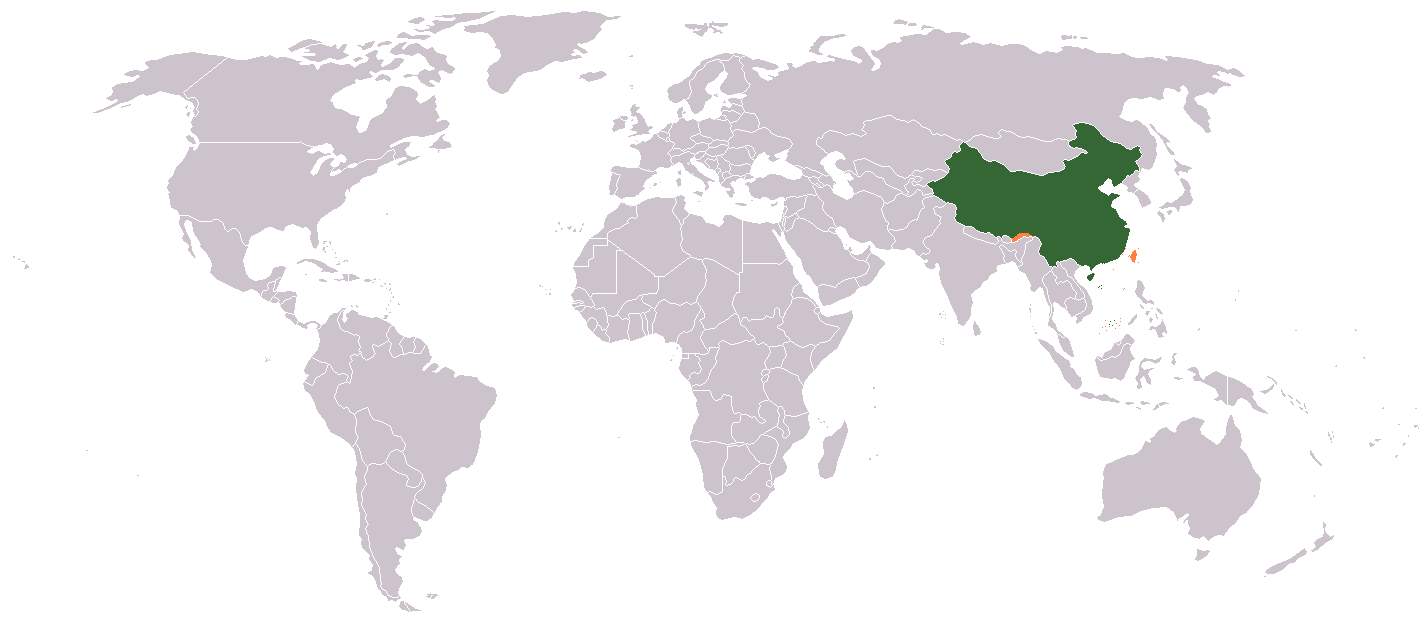
De ligging van de Volksrepubliek China in Azië.

Shanghai Express is een spionageroman van auteur Gérard de Villiers en is het 55e deel uit de S.A.S.-reeks met als protagonist de Oostenrijkse prins en freelance CIA-agent Malko Linge.

## Het verhaal
De Chinese geheime dienst ontdekt dat er staatsgeheimen worden gelekt aan de Sovjet-Unie maar kunnen de identiteit van deze persoon niet achterhalen. Vast staat echter dat het een van de 23 leden van het Chinese politbureau betreft.
De KGB probeert met alle beschikbare middelen de Chinese informant naar de Sovjet-Unie te repatriëren. De Chinezen weten de plaatselijke Sovjet-contactpersoon gevangen te zetten maar een Chinees kan niet zijn plaats innemen om de verrader in de val te lokken.
Om de identiteit van deze verrader toch te achterhalen besluit de Chinese geheime dienst een zeer uitzonderlijke maatregel en vraagt de Verenigde Staten om hulp.
De CIA stuurt Malko voor deze missie naar Shanghai waar Malko de plaats in neemt van de Sovjetagent. Dan blijkt ook de Japanse geheime dienst geïnteresseerd in deze delicate zaak.

## Personages
- Malko Linge, een Oostenrijkse prins en CIA-agent;
- Ayako Mitshumi, een geheim agente van de Japanse geheime dienst.